# Grote Vaderlandse Oorlog

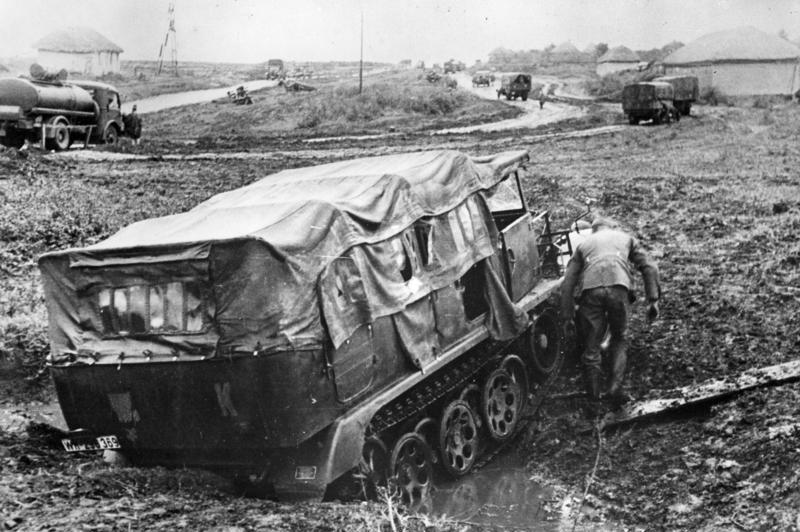
Duitse voertuigen in de Russische modder

De Grote Vaderlandse Oorlog (Russisch: Вели́кая Оте́чественная война́, Velikaja Otečestvennaja vojna) is de benaming in Rusland en enkele andere voormalige Sovjetlanden voor de verdedigingsoorlog in de jaren 1941-1945 van de Sovjet-Unie tegen nazi-Duitsland en zijn bondgenoten, die de veroveringscampagne met de codenaam Operatie Barbarossa in 1941 gelanceerd hadden.
De motivatie voor die Duitse aanval was: het uitroeien van het bolsjewisme, dat men zag als een samenzwering van de Joden; het onderwerpen, uitbuiten en getalsmatig decimeren van de door de nazi's als raciaal minderwaardig beschouwde Slavische bevolking; het innemen van de natuurlijke hulpbronnen en het scheppen van levensruimte (Lebensraum) voor het als superieur beschouwde Germaanse ras.

## Begin
De oorlog begon voor de Russen vlak voor zonsopgang op 22 juni 1941, toen Duitsland ondanks het niet-aanvalsverdrag, de Sovjet-Unie binnenviel met drie grote legergroepen.
De Duitse aanval was fel en met ruim 3 miljoen manschappen werden de tegenwoordige staten Moldavië, Oekraïne, Wit-Rusland, Letland, Litouwen, Estland en een deel van de Kaukasus veroverd.
Het Sovjetleger telde ook 3 miljoen manschappen aan de westgrens, maar was slecht op de aanval voorbereid en mocht bovendien van Stalin geen actie ondernemen, omdat deze tot op het laatste moment bang was Hitler te "provoceren". In de eerste 3 weken kwamen 2 miljoen soldaten om. Maar het leger kwam er al snel bovenop: toen Stalin vernam dat Japan Singapore binnenviel en dus niet de Sovjet-Unie zou aanvallen, kon hij veel goed getrainde troepen uit Siberië halen. De Duitse opmars verliep in de eerste maanden heel succesvol, maar in de herfst liep de opmars vast in de vroeg invallende winter. Zowel voor Leningrad als in de buitenwijken van Moskou werden de Duitse legers tot stilstand gedwongen.

## Keerpunt

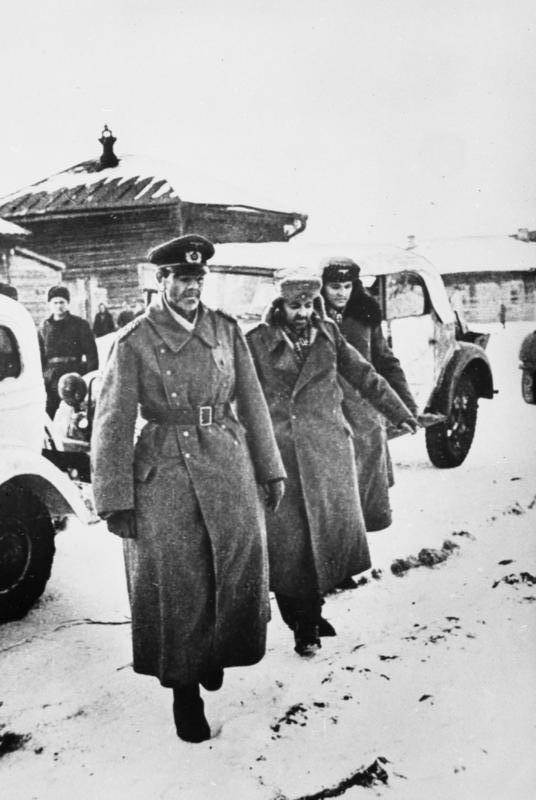
Bevelhebber veldmaarschalk Friedrich Paulus van het zesde leger geeft zich over te Stalingrad

De eerste grote tegenslag voor de Wehrmacht was een jaar later de nederlaag in de slag om Stalingrad, waar de Duitsers op 30 januari 1943 capituleerden nadat ze in de verdediging waren gedrongen door de verse troepenmacht uit Siberië. Stalin wist van de spion Richard Sorge dat Japan de Sovjet-Unie zou aanvallen nadat Duitsland een stad op de Volga had ingenomen. Daarom trok Stalin troepen weg van de grens met Japan om koste wat kost Stalingrad te verdedigen. Het uiteindelijke keerpunt in de Duitse veldtocht was de drie weken durende slag bij Koersk in juni/juli 1943, waarna de Wehrmacht nog bijna twee jaar voortdurende 'strategische terugtrekkingen' moest uitvoeren voordat het Rode Leger zegevierend Berlijn binnentrok.
Ook in het noordelijk gelegen Leningrad werd in 1944 een grote overwinning geboekt: de Duitsers werden verslagen na een beleg van 900 dagen.

## Einde
De oorlog eindigde op 8 mei 1945 met de ondertekening van de Duitse overgave. De volgende dag werd de overwinning gevierd met een grootse parade op het Rode Plein.
Miljoenen Sovjetsoldaten stierven in de oorlog tegen Duitsland. Er waren echter nog veel meer burgerslachtoffers. Uiteindelijk kostte de oorlog aan ongeveer 26,6 miljoen Sovjet-mensen het leven.